# Finesse Mitchell
Alfred Langston Mitchell, más conocido como Finesse Mitchell (Atlanta, Georgia, 12 de junio de 1972), es un actor y comediante estadounidense. Interpretó el personaje de Darryl Parks en la serie original de Disney Channel A.N.T. Farm (Programa de Talentos) en donde es el padre de su hija Chyna (China Anne McClain) y de Cameron (Carlon Jeffery).
A partir de 2003-2006, él era un miembro del elenco de Saturday Night Live. Mitchell también ha aparecido en diferentes series de televisión como Showtime at the Apollo, ComicView y  Late Friday.

## Vida y carrera
Mitchell nació en Atlanta, Georgia, el 12 de junio de 1972. Después de asistir a la escuela Douglass High, se graduó de la Universidad de Miami, donde fue miembro del equipo de fútbol de la Universidad de Miami y el Capítulo Chi Iota de la fraternidad Kappa Alpha Psi. El hizo su primera aparición en televisión en 1999 en el canal BET (Black Entertainment Television) llamada ComicView, donde se convirtió instantáneamente en un favorito entre los fieles seguidores de la serie.